# Соборная улица (Улан-Удэ)
Собо́рная у́лица — одна из старейших улиц города Улан-Удэ. Прежние названия: Соборная, Почтамтская, Первомайская, им. Линховоина.

## География улицы
Длина — 400 метров. Идёт с запада на восток параллельно улицам Набережная и Банзарова (между ними). Начинается от восточной ограды Одигитриевского собора и завершается на улице Калинина, у транспортной развязки, северо-западнее Удинского моста. Нумерация домов производится от собора; пересекается только Коммунистической улицей.

## История
Улица возникла в конце XVII века, когда город был разделён на острог и посад. Находилась в посаде между деревянными церквями: Спасской и Богородице-Владимирской. У Спасской церкви были построены «канцелярия и Государев двор». В 1765—1766 годах там же были построены дом коменданта крепости и комендантская канцелярия. Позднее эти здания были отведены под «присутственные места» — уездный и земский суды, градскую полицию, уездное казначейство.
В 1741 году на месте кладбищенской Богородице-Владимирский церкви началось строительство каменного Одигитриевского собора. Улица стала называться Соборной.
В 1786 году в восточном конце улицы началось строительство каменной Спасской церкви.
В начале XIX века в Верхнеудинске производилось строительство частных каменных домов. Купец И. Пахолков построил на Соборной улице один из первых в городе каменных домов (ныне дом № 4). В 1809 году дом был выкуплен для размещения почтовой экспедиции. Соборная улица была переименована в Почтамтскую.

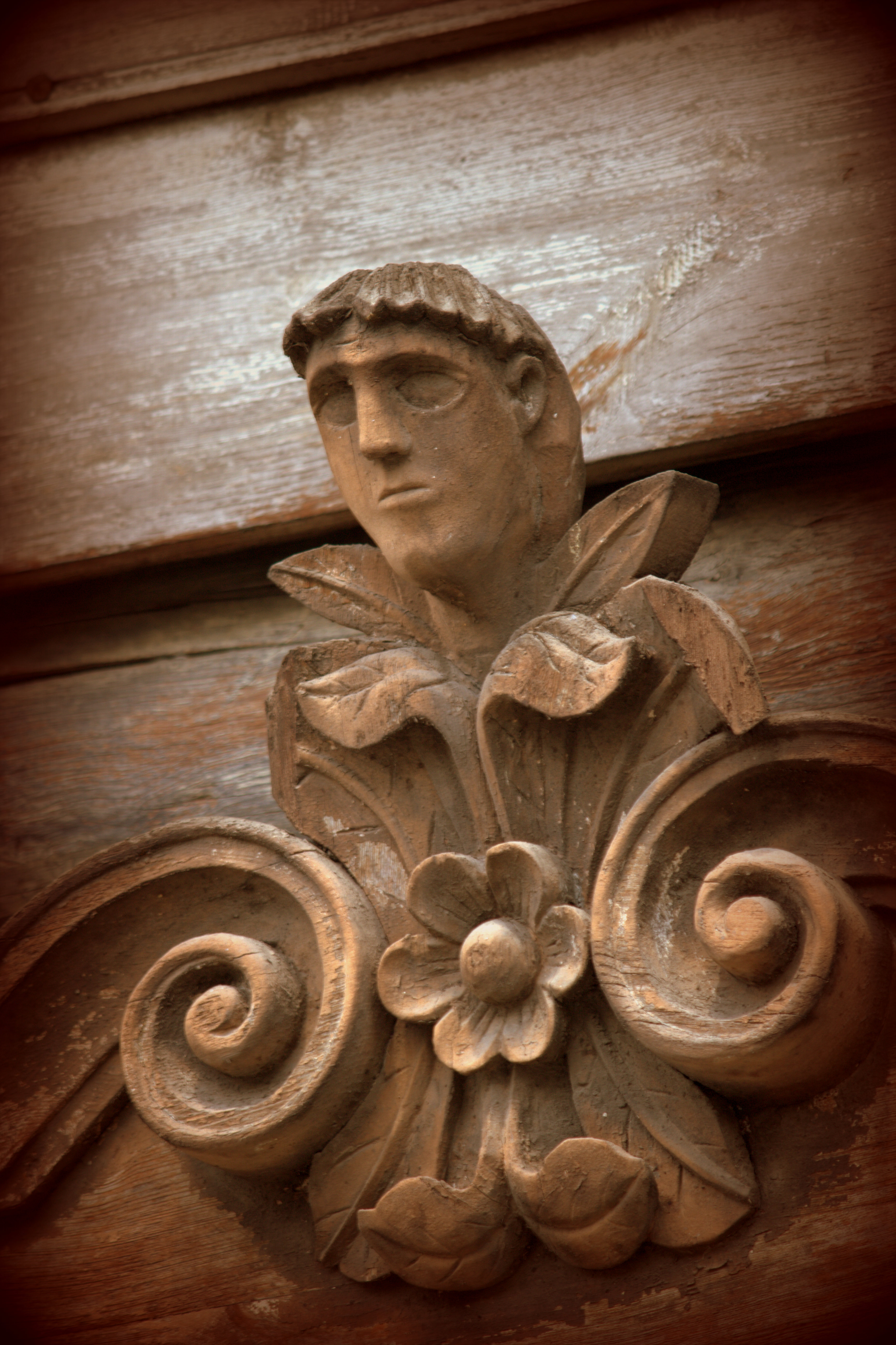
Фрагмент наличника дома усадьбы купчихи Черных

В XIX веке на улице  размещались: Жандармское управление (дом № 10), Городская управа (дом № 14).
4 ноября (по новому стилю) 1905 года в Верхнеудинск пришли сведения о манифесте 17 октября. В центре города собрались жители города, железнодорожники, рабочие. C Почтамтской улицы началась стихийная демонстрация.
13 июня 1924 года улица была переименована в Первомайскую. В доме И. Пахолкова в разные годы размещались ВЧК, ОГПУ и НКВД Бурят-Монгольской АССР.
25 января 1925 года на улице открылся Центральный дом крестьянина (ЦДК) на 80 человек. В доме было общежитие, столовая, библиотека, постоялый двор. Летом того же года ЦДК перевели в здание магазина А. Ф. Второва на  улице Юного Коммунара, а в освободившемся здании открыли клуб Юных пионеров.
В 1978 году дом № 22, постройки начала XX века, был перенесён в Этнографический музей народов Забайкалья, где был реставрирован с отступлением от первоначальной архитектуры.
В начале 1980-х годов улица была названа в честь оперного певца Народного артиста СССР Л. Л. Линховоина (1924—1980).
В 2007 году у дома № 4, где 1930-е годы размещался НКВД БМАССР, установлен памятник жертвам политических репрессий.
В ноябре 2014 года в восточном конце улицы Линховоина за пересечением с улицей Калинина установлен Памятный крест на месте разрушенной Спасской церкви.
В начале 2015 года общественники-активисты начали собирать подписи для переименования улицы Линховоина в Соборную (первоначальное название улицы). Дочь Л. Л. Линховоина Дарима Линховоин согласилась на переименование, с условием того, что Театральную площадь назовут в честь её отца. Активисты провели общественные слушания, но дальше разговоров дело не пошло.
В конце 2015 года, в связи с реконструкцией улицы, памятник жертвам политических репрессий перенесён на соседнюю Коммунистическую улицу.
Весной-летом 2016 года восточная часть улицы отремонтирована — уложены бордюры и асфальт, вымощены тротуары. 3 сентября 2016 года была завершена полная реконструкция улицы. Западная часть улицы получила статус пешеходной.
В декабре 2016 года улице вернули историческое название — Соборная.

## Известные жители улицы
23 сентября 1775 года в Верхнеудинск приехал Тимофей Петрович Калашников — отец писателя И. Т. Калашникова, автора записок «Жизнь незнаменитого Тимофея Петровича Калашникова, простым слогом писанная с 1762 по 1794 год» («Русский архив». Москва, 1904 год). 25 сентября была создана Удинская провинциальная канцелярия, в которой Т. П. Калашников начал работать писцом. Несколько лет он снимал квартиру в доме, расположенном недалеко от Спасской церкви, а весной 1779 года купил старый дом на улице, «на которой с одной стороны соборная церковь, а с другой — Спасская». Т. П. Калашников переехал в Иркутск в 1783 году.

## Памятники архитектуры
На улице находятся памятники архитектуры:
- Усадьба купчихи Черных. Дом № 7а.
- Усадьба мещанина Н. А. Бутырина с торговой лавкой. Дом № 12а.
- Усадьба М. П. Скрыниковой. Дом № 13а.
- Усадьба Л. Капельмана. Дома № 18 а, б.

## Галерея

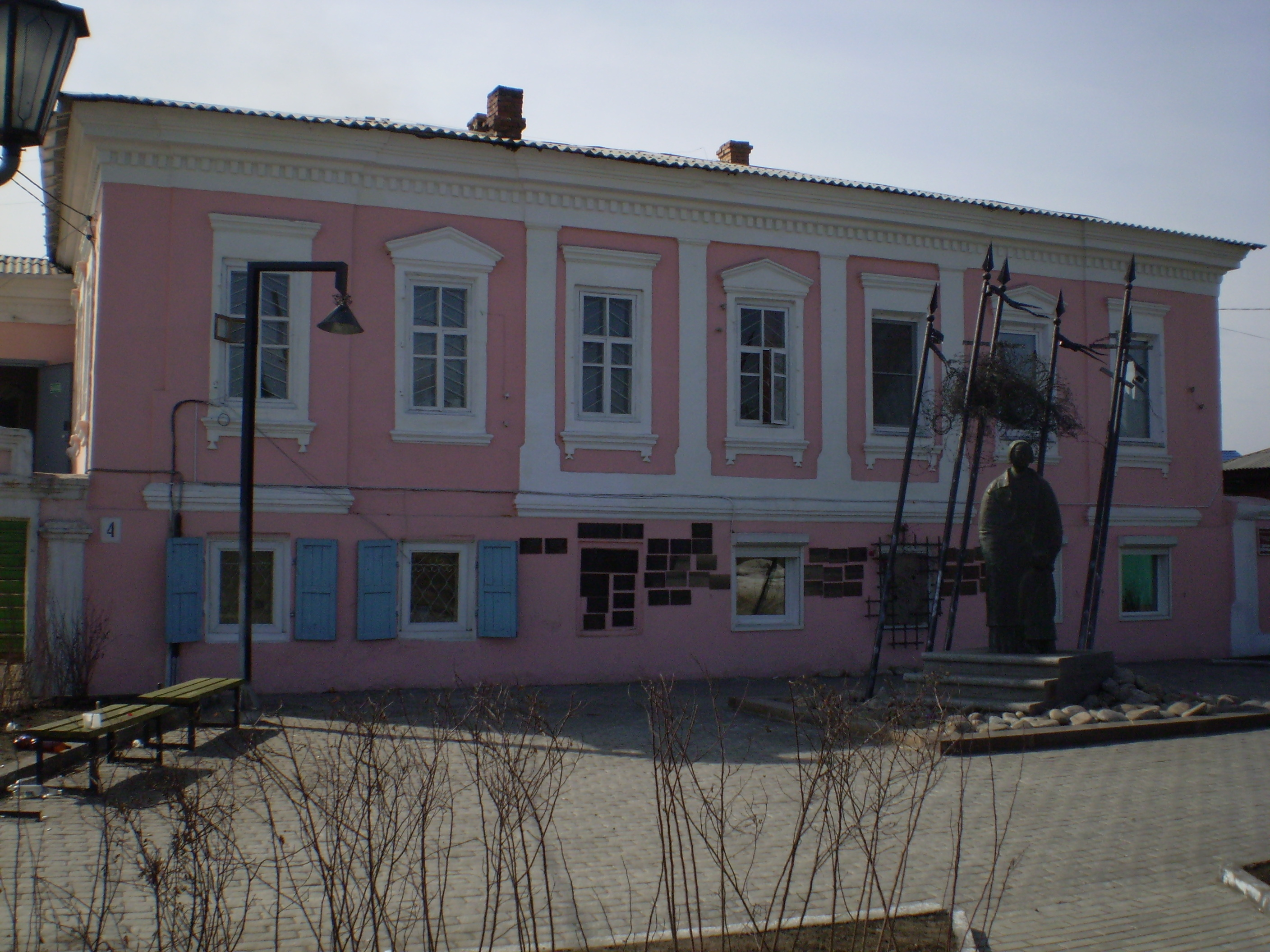
Дом купца И. Пахолкова (в 1930-х гг. — НКВД БМ АССР) и памятник жертвам политических репрессий (в 2015 году перенесён на ул. Коммунистическая). Ул. Соборная 4е.
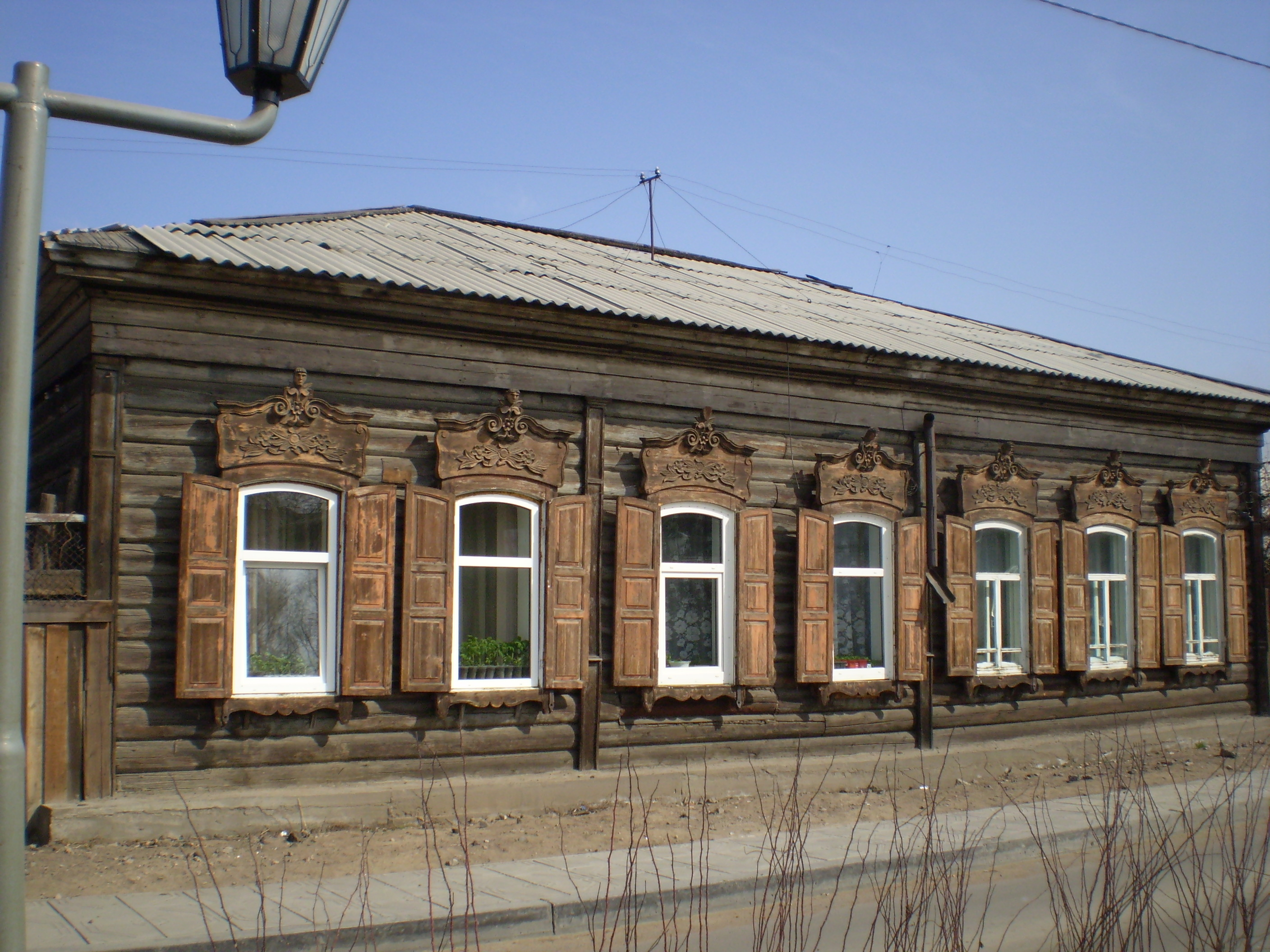
Усадьба купчихи Черных. Памятник архитектуры. Ул. Соборная 7а.
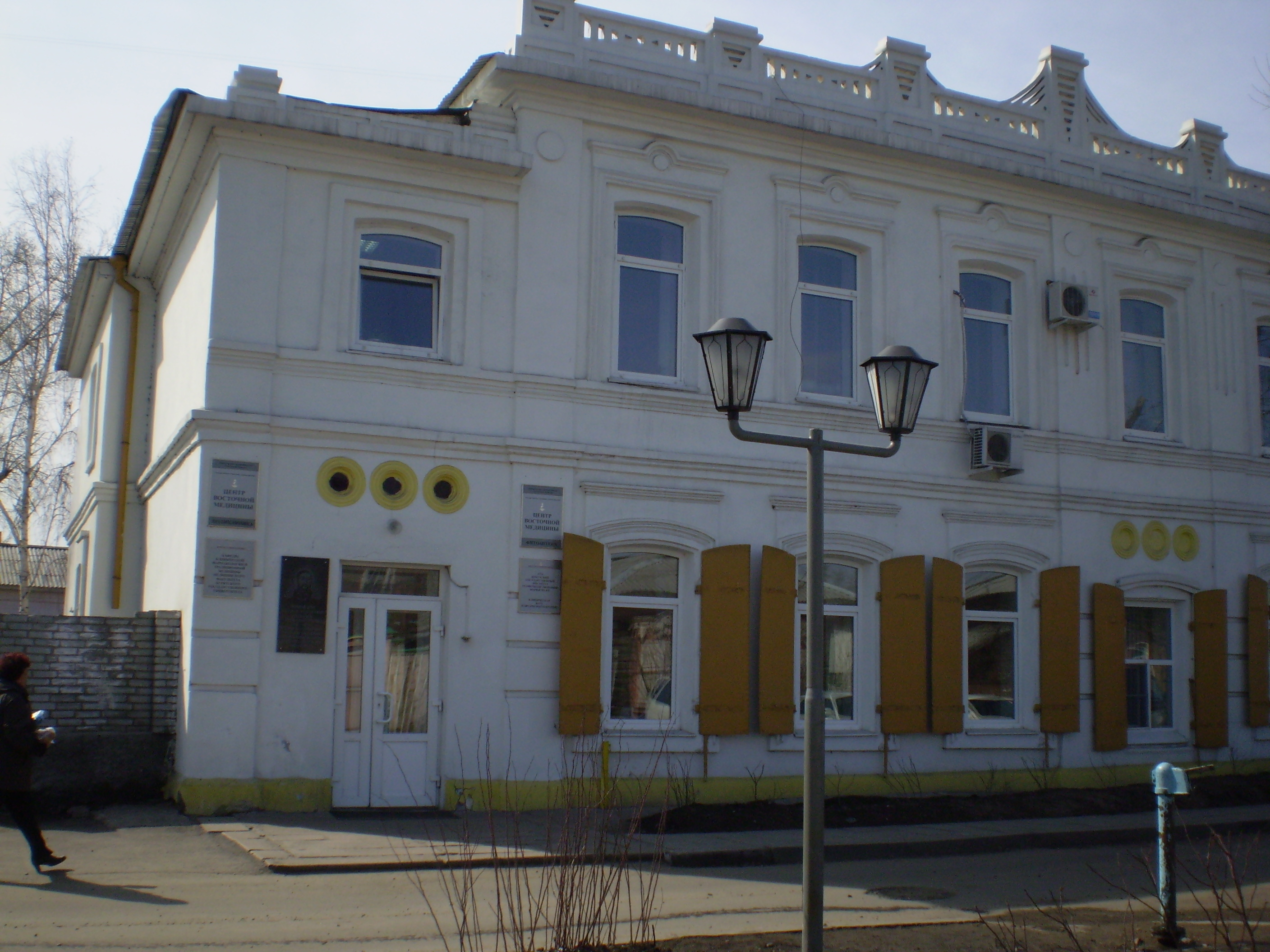
Бывшее здание Жандармского управления. Ныне поликлиника Центра восточной медицины. Ул. Соборная 10.
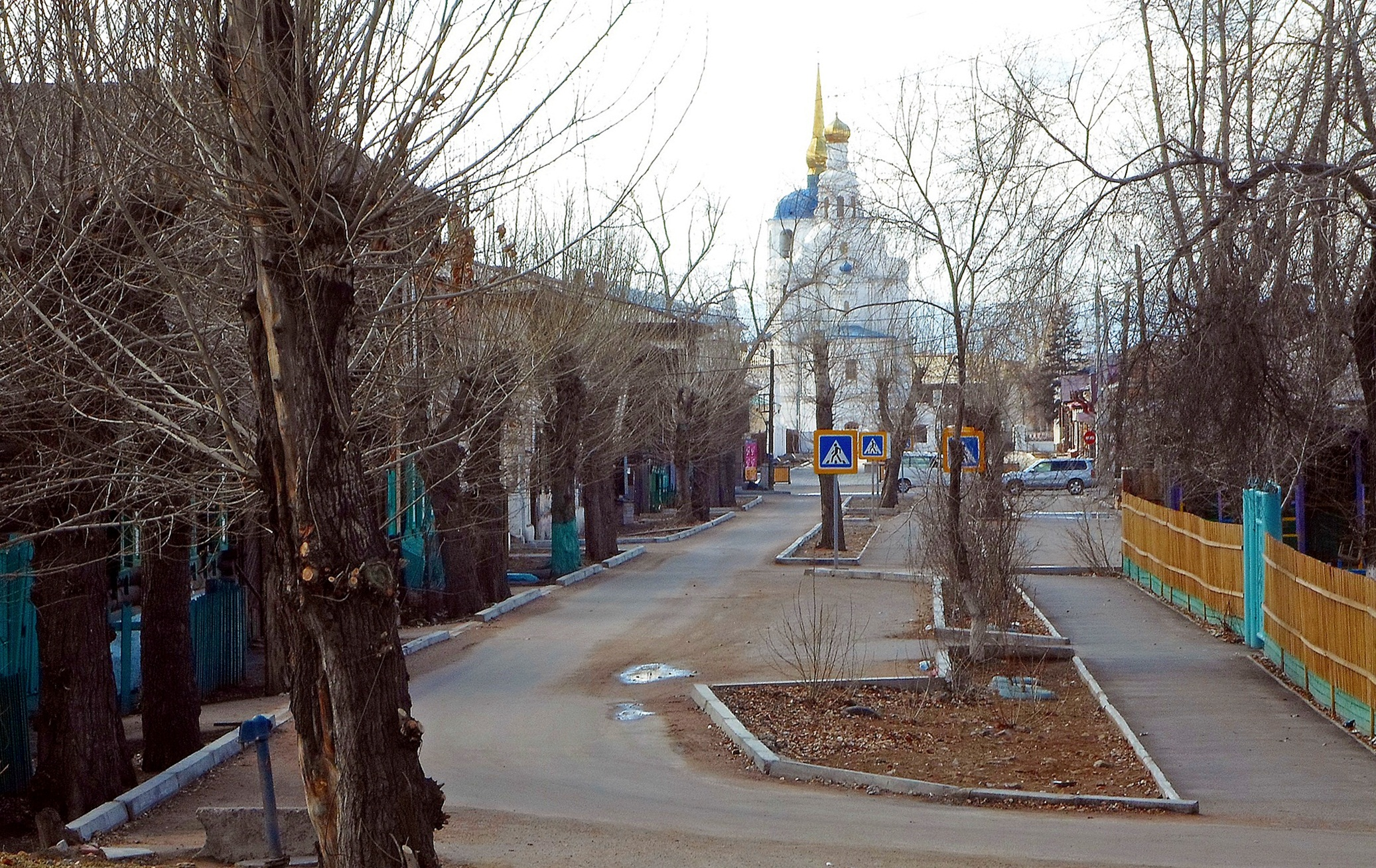
Соборная улица. Апрель 2017 г. (до реставрации)
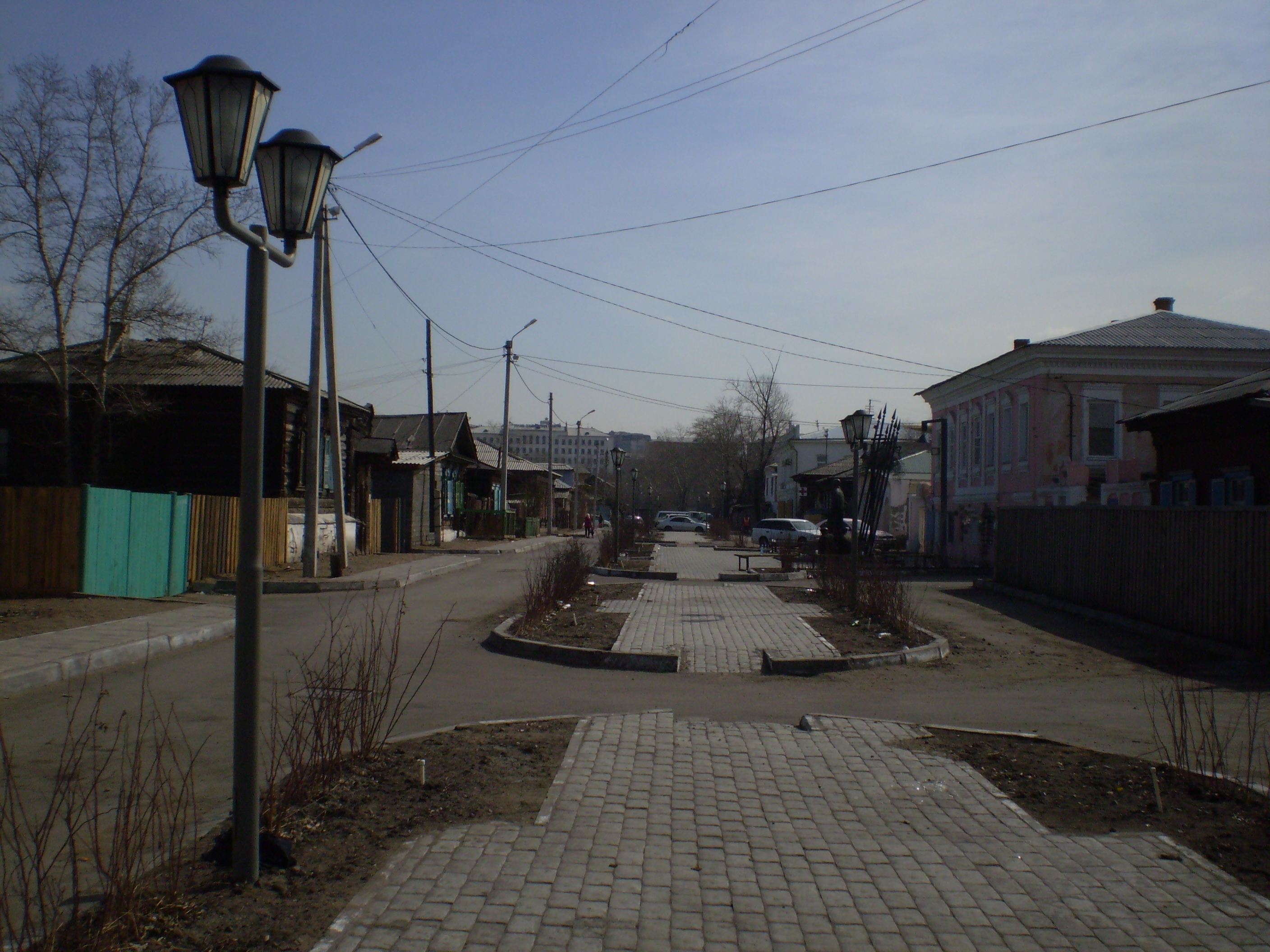
Вид на восток от Одигитриевского собора (до реставрации)
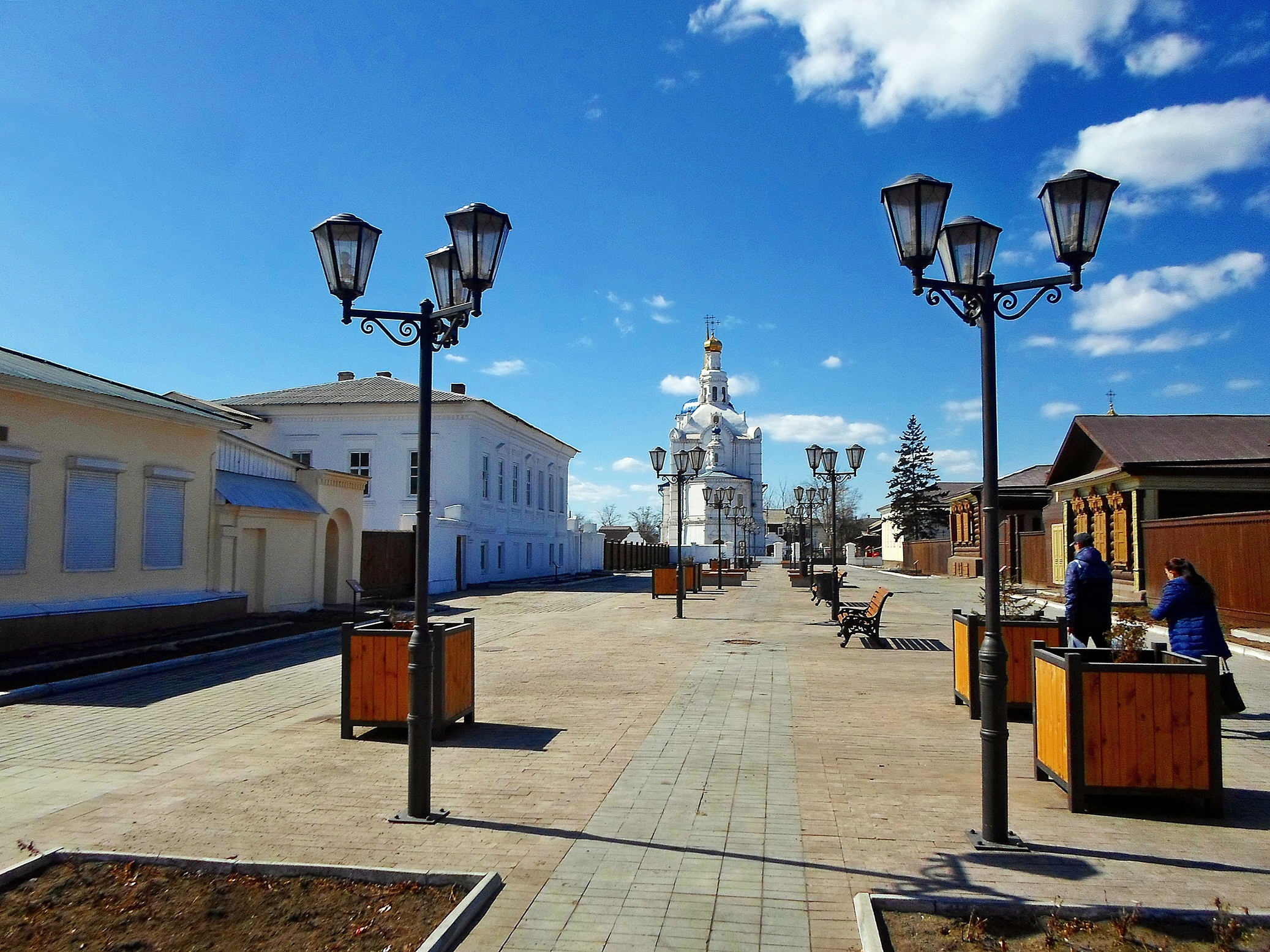
После реставрации